# Poeta al comando
Poeta al comando è il quarto romanzo dello storico Alessandro Barbero, edito per la prima volta nel maggio 2003 da Mondadori.

## Ambientazione
Il romanzo è ambientato storicamente nella cosiddetta Impresa di Fiume, in particolare nel periodo conclusivo di essa.

## Trama
L'Impresa di Fiume è descritta storicamente soprattutto tramite il suo personaggio-simbolo, il poeta Gabriele D'Annunzio, ma anche con diverse figure al contorno, quali i reduci della Grande Guerra, e così via. D'Annunzio, personaggio impetuoso, si è gettato nell'Impresa soprattutto per amore dell'azione e non per reali ambizioni politiche. Il desiderio di libertà di questa vicenda segnerà la vita dei suoi protagonisti per lo più con accezione libertaria, connotazione dunque opposta (paradossalmente) alla dittatura fascista che pure da questa stessa impresa trarrà vantaggio per la propria affermazione.

## Edizioni
- Alessandro Barbero, Poeta al comando, 1ª ed., Mondadori, 2003, ISBN 8804512156.
- Alessandro Barbero, Poeta al comando, Sellerio, 2022, ISBN 9788838943010.